# Joanna Orzechowska
Joanna Orzechowska – polska językoznawczyni, dr hab. nauk humanistycznych, adiunkt i dyrektor Instytutu Słowiańszczyzny Wschodniej Wydziału Humanistycznego Uniwersytetu Warmińsko-Mazurskiego w Olsztynie.

## Życiorys
W 1989 ukończył studia filologii rosyjskiej w Wyższej Szkole Pedagogicznej w Olsztynie, 20 maja 1999 obroniła pracę doktorską Język "Żywota Nifonta" Morfologia. Słowotwórstwo, 28 maja 2013 habilitowała się na podstawie pracy zatytułowanej Synodyk Wojnowski. Opis lingwistyczno-kulturologiczny. Pracowała w Wyższej Szkole Języków Obcych w Świeciu.
Objęła funkcję adiunkta oraz dyrektora w Instytucie Słowiańszczyzny Wschodniej na Wydziale Humanistycznym Uniwersytetu Warmińsko-Mazurskiego w Olsztynie.